# Operacija Otkos 10
Operacija Otkos 10 bila je jedna od prvih oslobodilačkih operacija Hrvatske vojske u Domovinskom ratu. Izvedena je na području Bjelovarsko-bilogorske i Virovitičko-podravske županije, a započela je 31. listopada 1991. i završila 12. studenog 1991. Odvijala se u dvije faze. Prva faza počela je 31. listopada i završila je 4. studenog, a druga je trajala 11. i 12. studenog. Oslobođen je okupirani dio Bilogore, oko 300 četvornih kilometara.
Operacija Otkos 10 bila je dio šire Operacije Orkan '91., koja je zahvaćala područje do granice s BiH na rijeci Savi, te je trajala od 29. listopada 1991. do 3. siječnja 1992. godine.

## Okupacija Bilogore
Početkom kolovoza 1991. JNA se povukla s prostora Slovenije i iz svih manjih gradova iz unutrašnjosti Hrvatske te se utaborila u mjesta s pobunjenim većinskim srpskim stanovništvom.
Tako se dio bjelovarskog korpusa uspio izvući iz grada Bjelovara i zauzeti područje Bjelovarsko-bilogorske i Virovitičko-podravske županije gdje je bilo srpskog stanovništva te krenuo u spajanje prema Savi u susret banjalučkom korpusu koji je iz BiH prešao i zauzeo posavski dio od Nove Gradiške sve do Novske.
Dana 16. listopada 1991. ta dva korpusa se spajaju. Snage pobunjenih Srba i Bjelovarskog te Banjolučkog korpusa izbijaju na sjever na samo 3 kilometra do presijecanja podravske magistrale, jedine ceste koja je spajala Slavoniju s ostatkom Hrvatske.
Poneseni rastućom velikosrpskom propagandom, veliki dio bilogorskih Srba stavio se na stranu pobunjenika. Vlasti tzv. SAO Krajine su već u svojim glasilima proglasile općine na bilogorskom području (Grubišno Polje, Daruvar, Pakrac) kao dijelom svoje para-države. S područja jugoistočne Bilogore odmetničke su snage povremeno izvodile aktivna borbena djelovanja prema područjima općina Bjelovara, Daruvara, Grubišnog Polja, Slatine i Virovitice tukući ta područja jakom vatrom artiljerijskih i minobacačkih oružja. Osobito su bile dobro osposobljene i utvrđene neprijateljske snage na području Bubana i Zrinske, u Lončarici oko prometnice Grubišno Polje - Virovitica i u Gornjoj Rašenici nasuprot Grubišnom Polju, štiteći zapovjedništvo u Velikoj Peratovici i prometnicu Grubišno Polje - Virovitica.

## Cilj operacija
Budući da je cilj srpskih snaga na zapadno-slavonskom bojištu bio snagama 5. korpusa JNA (Banja Luka) napredovati smjerom Pakrac - Grubišno Polje i spojiti se sa snagama 28. partizanske divizije na Bilogori te presjeći Podravsku magistralu i izbiti na granicu s Mađarskom, cilj hrvatskih obrambenih snaga bio je potisnuti JNA iz sjevernog dijela zapadnoslavonskog teritorija, ponajprije na području Bilogore i Papuka, kako bi se osjetno skratila crta bojišnice i time olakšala obrana Pakraca i Lipika. Dodatni je razlog ofenzivnih djelovanja bio i u srpskom ugrožavanju Podravske magistrale, ključne za povezivanje s ostatkom Slavonije.

## Priprema operacije
Nakon zauzimanja vojarni JNA naoružan je veći broj branitelja i Krizni štab Grubišnog Polja, općine čije su gotovo dvije trećine bile pod srpskom okupacijom, detaljno razmotrivši čimbenike za i protiv operacije donio je 1. listopada 1991. odluku kojom je Zapovjedništvu obrane grada (zapovjednik Franjo Kovačević, pomoćnici zapovjednika Ivica Debić i Ante Delić), dana zadaća da se u Zapovjedništvu II. operativne zone Bjelovar ishodi odobrenje plana i izvršenje operacije oslobađanja jugoistočne Bilogore. Operacija je dobila kodni naziv Otkos 10.
Zapovjednik II. operativne zone Bjelovar pukovnik Miroslav Jerzečić ocijenio je da postoje preduvjeti za pripremu i izvođenje operacije te je 4. listopada 1991. imenovao pukovnika Franju Kovačevića zapovjednikom operacije Otkos 10 (za zapovjedno mjesto operacije određena je zgrada bivše Teritorijalne obrane u Grubišnom Polju, gdje je uz Zapovjedništvo operacije bio smješten i ratni centar veza) i izdao mu zapovijed da operaciju detaljno isplanira. Zapovjednik Franjo Kovačević je odmah potom imenovao za svoga zamjenika Đuru Crkvenca, a za pomoćnike Ivicu Debića (pomoćnik za sigurnost) i Antu Delića (pomoćnik za borbeni moral).
Zapovjedništvo operacije razmotrilo je ovu zapovijed i izvršilo konzultacije sa zapovjednicima postrojbi predviđenih za izvršenje operacije (Đuro Dečak, zapovjednik 127. brigade ZNG Virovitica; Hamdija Mašinović, zapovjednik postrojbi specijalne policije Bjelovar; Željko Cepanec, zapovjednik protudiverzantske satnije Bjelovar; Ivan Bosnar, zapovjednik 52. samostalnog bataljuna ZNG Daruvar).
Za sudjelovanje u borbenim operacijama bile su angažirane snage ZNG-a iz mjesta Bjelovar, Virovitica, Koprivnica, Grubišno Polje i Daruvar.

## Hrvatske snage
U operaciji Otkos 10 hrvatske snage imale su sveukupno 2847 branitelja (A. Mijatović, "Otkos-10", Zagreb, 2011., str. 215). Sudjelovali su pripadnici ZNG-a, kao i snage Odreda narodne zaštite s područja bivših općina Grubišno Polje, Virovitica, Bjelovar, Daruvar i Koprivnica, te snage policije iz Bjelovara, Grubišnog Polja, Velikog Grđevca i Virovitice. Angažirane su snage ostvarivale prevagu u ljudstvu od 1,6 : 1, a slična je prevaga ostvarena i u topništvu i mehanizaciji, dok je prednost neprijatelja bila u nekoliko zrakoplova. 
Postrojbe:
- 127. brigada ZNG Virovitica, zapovjednik Đuro Dečak
- SP PU Bjelovar "Omega", zapovjednik Hamdija Mašinović
- Protudiverzantska satnija ZNG Bjelovar, zapovjednik Željko Cepanec
- 57. samostalni bataljun ZNG-a Grubišno Polje (25. prosinca 1991. preimenovan u 77. sam. bataljun ZNG-a Grubišno Polje), zapovjednik Zdenko Pavić[1]
- Odred narodne zaštite Grubišno Polje,
- Tenkovski vod 105. brigade Bjelovar,
- 19. mpoad Virovitica
- Koprivnička satnija dragovoljaca
- 52. samostalni bataljun Daruvar, zapovjednik Ivan Bosnar

## Srpske snage
Srpske snage bile su ustrojene u tzv. 28. partizansku diviziju (oko 1750 boraca). Naime, u tu postrojbu su ušle snage pobunjenih Srba i jedinice Bjelovarskog korpusa JNA, one jedinice koje su se uspjele probiti na Bilogoru. JNA je pobunjenim Srbima uglavnom pomagala glede vojne tehnike, ali najveći broj samih boraca činili su pobunjeni stanovnici lokalnih sela. Predvodili su ih Rade Čakmak, Branko Čortan i Lazo Savatović.

## Tijek operacije
Dana 31. listopada 1991. počela je akcija Otkos 10. Tog dana neprijatelj je, unatoč snažnom otporu, odbačen na pričuvne položaje, uz znatni broj poginulih i ranjenih s obje strane. Oslobođena su naselja Gornja Kovačica, Velika Barna, Gornja Rašenica, Rastovac i Treglava.
Drugog dana akcije 1. studenog pobunjeni su Srbi započeli s evakuacijom civila, a oslobođene su Lončarica, Zrinska, Sibenik i Cremušina.
Trećeg je dana, 2. studenog, nakon spajanja hrvatskih snaga iz nekoliko pravaca oslobođena prometnica Virovitica - Grubišno Polje, čime je okončana prva faza.
Četvrti dan, 3. studenog, hrvatske su snage ušle na poligon JNA u Gakovu, da bi zatim uspostavile nadzor zapadno od prometnice Virovitica - Grubišno Polje.
Naposljetku, petoga dana, 4. studenog, oslobođene su Munije, Turčević Polje i Dijakovac, te 13. studenog Brđani Bastajski, nakon čega je zauzeto "izmješteno zapovjedno mjesto" 28. partizanske divizije, gdje su zarobljene i znatne količine naoružanja i opreme.

## Rezultat operacije
Oružane snage RH su tijekom operacije Otkos 10 zaustavile velikosrpski prodor na području Bilogore. Oslobođeno je 300 četvornih kilometara s dvadesetak sela i zaselaka. U obrani ovog područja veliki je značaj imala izrazita usklađenost rada i međusobna potpora vojnih jedinica; Zbor narodne garde, policije, raznih civilnih organizacija te samog pučanstva. 
Operacijom Otkos 10 sačuvana su materijalna bogatstva Virovitice, Grubišnog Polja, Bjelovara, Daruvara od daljnjih razaranja, a stanovništvo tog prostora od stradavanja. Otvorena je prometnica Grubišno Polje-Virovitica, izuzetno važna u razdoblju od studenoga 1991. do svibnja 1995., tj. do završetka operacije Bljesak.
U operaciji zarobljeni pripadnici neprijateljskih postrojba korišteni su za razmjenu za hrvatske civile koje su zarobili Srbi i JNA. Zarobljena je i znatna količina oružja, streljiva, minsko-eksplozivnih sredstava i neprijateljske dokumentacije. Praktičkim uništenjem neprijateljske postrojbe snage brigade znatno je urušen moral neprijatelja. 
Unatoč izrazito lošijoj opremljenosti, oružane snage RH su tijekom jeseni 1991. zaustavile velikosrpski prodor na tom području RH. No u to su vrijeme (kolovoz i rujan 1991.) već solidno ustrojene postrojbe Odreda narodne zaštite i postrojbe Civilne zaštite, Sanitetska služba, a sustav veza i zapovjedni sustav u postrojbama bili su visoke razine.